# Brestovec Orehovički
 Brestovec Orehovički  falu Horvátországban Krapina-Zagorje megyében. Közigazgatásilag Bedekovčinához tartozik.

## Fekvése
Zágrábtól 30 km-re, községközpontjától  5 km-re északra a Horvát Zagorje területén fekszik.

## Története
1857-ben 127, 1910-ben 227 lakosa volt. Trianonig Varasd vármegye Zlatari járásához tartozott. A településnek 2001-ben 324 lakosa volt.

## Külső hivatkozások
- Bedekovčina község hivatalos oldala